# Politica della Bielorussia
La politica della Bielorussia si svolge in un contesto di una Repubblica presidenziale con un Parlamento bicamerale. 

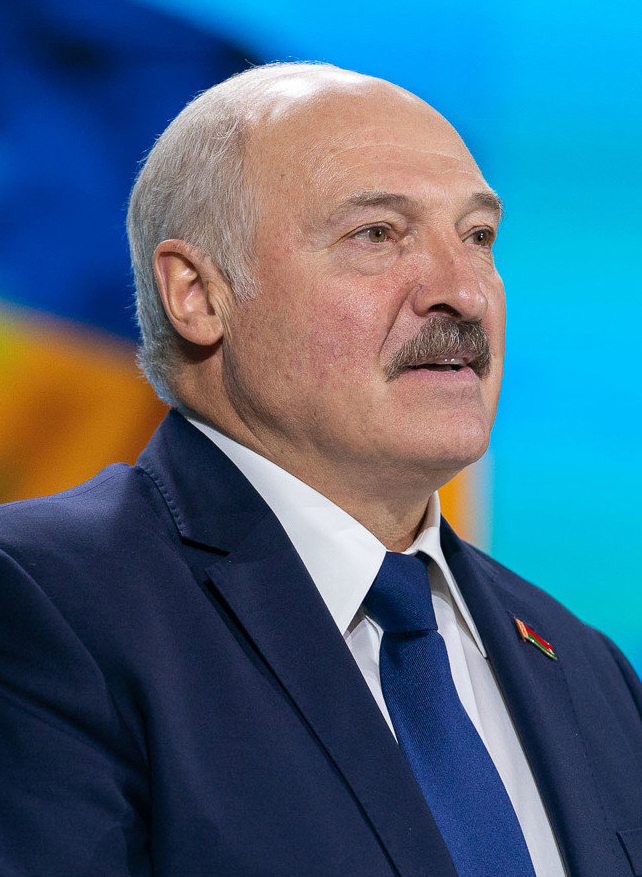
Aljaksandr Lukašėnka, primo e attuale presidente bielorusso

Il Presidente della Bielorussia è il capo dello Stato. Il potere esecutivo è esercitato dal Governo, che è guidato da un Primo ministro, nominato dal Presidente. Il potere legislativo è acquisito de iure dal Parlamento bicamerale, la Assemblea nazionale, ma il Presidente può emanare decreti che vengono eseguiti allo stesso modo delle leggi.